# Litoria majikthise
Litoria majikthise là một loài ếch thuộc họ Pelodryadidae.
Loài này có ở Papua New Guinea và có thể cả Tây Papua ở Indonesia.
Môi trường sống tự nhiên của chúng là rừng ẩm vùng đất thấp nhiệt đới hoặc cận nhiệt đới, đầm nước nhiệt đới hoặc cận nhiệt đới, sông ngòi, và đầm lầy.
Chúng hiện đang bị đe dọa vì mất môi trường sống.